# Workpoint TV
Workpoint TV là một mạng giải trí tổng hợp toàn quốc của Thái Lan thuộc sở hữu của Workpoint Entertainment, Digital TV và Online.

## Danh sách các chương trình

### Phim truyền hình
- Rak Nee Pee Kum
- Love Blood
- Kiss Me
- Office Syndrome: The Series
- 7 Wun Jorng Wen
- Mae Ja Yah Huk Hom
- Dok Mai Lai Pad Klon
- Na Gahk Nangek
- Ja Rueng Seung Yub
- Pantai Norasingh
- Office Syndrome 2: The Series
- Raeng Chang
- Kwan Jai Thailand
- Chani Phi Lak
- Nang Khaen
- Under Her Nose
- Yutthakan Salat No
- 7 Wun Jorng Wen 2
- Sao Noy Roy Mor
- Koo See Pee Meu Bprab
- Hoh Family
- Bangkok Leum Bok Mae